# Ейдельман Натан Якович
Натан Якович Ейдельман  (рос. Натан Яковлевич Ейдельман; 18 квітня 1930, Москва, Російська РФСР — 29 листопада 1989, Москва) — радянський письменник, історик, викладач, літературознавець єврейського походження, автор понад двадцяти книг.

## Біографія
Батько — Яків Наумович Ейдельман (1896—1978), народився у Житомирі, навчався в єврейській театральній студії у місті Київ, створював статті до періодичних видань, серед котрих і «Літературна газета». Учасник 2-ї світової війни, капітан танкових військ. На фронті став членом ВКП(Б), але в 1949 році був виключений з її лав. Мав п'ятнадцять нагород СРСР (ордена і медалі). За доносом був арештований 1950 р. і відбував покарання у місті Воркута за статею «єврейський національний націоналізм». По смерті Сталіна був звільнений у 1954 р. Мати — Марія Натанівна, до шлюбу Фельдман (1901—1992), народилася у м. Коростишів, у родині купця Натана Давидовича Фельдмана.
Навчання — Московський державний університет, історичний факультет, котрий закінчив 1952 р. Не мав права по закінченні університету на вдале працевлаштування та був вимушений шість років працювати викладачем історії у вечірній школі у підмосковному містечку Лікіно-Дульово. З 1954 року проживав у місті Москва. 1959 року влаштувався екскурсоводом у Московський обласний краєзнавчий музей (у місті Істра), де згодом вдалося перейти на посаду наукового співробітника.
Колишні сокурсники по університету створили приватний гурток вільних істориків, що глибоко вивчали марксизм та почали критикувати сталінізм з позицій марксизму (група Краснопевцева Лева Миколайовича, дисидента та історика). Примкнув до них і молодий Натан Ейдельман, хоча не брав активної участі у гуртку істориків. Всі його учасники були згодом заарештовані та отримали тривалі судові строки ув'язнення. Л. Краснопевцев відбув десять років в тюрмі (1957—1967).
Натан був вимушений припинити викладацьку діяльність у школі, хоча не був тоді заарештований. Але його виключили з лав ВЛКСМ.
25 квітня 1981 року під час творчого візиту до України відвідав Коростишів, рідне місто матері.

## Видання російською мовою
- 1963 — «Герценовский „Колокол“». М.: «Учпедгиз», 104 с., тир. 18 000 экз.
- 1965 — «Путешествие в страну летописей». М.: «Детская литература». — 159 с. — 50 000 экз. (Под псевдонимом Н. Я. Натанов)
- 1966 — «Тайные корреспонденты „Полярной звезды“». М.: «Мысль».
- 1967 — «Ищу предка». М.: «Молодая гвардия»; 2-е изд. 1970 (в серии «Эврика»)
- 1970 — книга «Лунин», 1970
- 1973 — «Герцен против самодержавия. Из потаённой истории России XVIII—XIX веков». М., «Мысль»; 2-е изд. испр. 1984.
- 1975 — «Апостол Сергей Повесть о Сергее Муравьёве-Апостоле». М.: «Политиздат». — 391 с., ил. («Пламенные революционеры»), 200 000 экз.; — 2-е изд. — 1980. — 365 с., 300 000 экз.; то же — 1988. — 300 000 экз.
- 1975 — «Вьеварум». М.: «Детская литература». — 100 000 экз.
- 1979 — «Пушкин и декабристы». М.: «Художественная литература». — 424 с.
- 1979 — «Прекрасен наш союз…»
- 1980 — «Твой девятнадцатый век»
- 1982 — «Прекрасен наш союз». М.: «Молодая гвардия». — 240 с.
- 1982 — «Большой Жанно: Повесть об Иване Пущине». М., «Политиздат» («Пламенные революционеры») — 300 000 экз.
- 1982 — «Что там за морем — океаном»
- 1982 — «Грань веков». М.: «Мысль» — 368 с., 100 000 экз.; 2-е изд. 1986; 3-е изд. 1992
- 1983 — «Александр Радищев. Рассказ о жизни-подвиге русского революционного мыслителя». 2-е изд. М.: «Малыш», 1989. — Серия «Страницы истории нашей Родины».
- 1983 — «Последний летописец». М.: «Книга». — 176 с.
- 1984 — «Пушкин». М., «Советский писатель». — 368 с.
- 1984 — «Заговор против царя»
- 1985 — «Братья Бестужевы». М.: «Малыш». — 40 с. — 150 000 экз.
- 1987 — «Обречённый отряд».— М.: «Советский писатель». — 512 с., 200 000 экз.
- 1987 — «Пушкин: Из биографии и творчества. 1826—1837». М.: «Художественная литература». — 463 с.
- 1989 — «„Революция сверху“ в России» [Архівовано 8 липня 2008 у Wayback Machine.]. М.: «Книга». — 176 с. — 100 000 экз. ISBN 5-212-00320-2.
- 1989 — «Мгновенье славы настаёт… Год 1789-й»
- 1989 — «Русский 1789-й»
- 1990 — «Быть может за хребтом Кавказа». — М.: «Наука». — 100 000 экз.
- 1990 — «Первый декабрист». М., «Политиздат».
- 1990 — «Декабристы»
- 1990 — «Оттуда»
- 1991 — «Твой восемнадцатый век», 1991
- 1999 — «Свободное слово Герцена»